# Ruy Garcia de Mosquera
Ruy Garcia de Mosquera (fl.1527 - c. 1534) foi um colono e conquistador espanhol conhecido por, na década de 1530, ter se envolvido em uma escaramuça com os colonizadores portugueses na região da capitania de São Vicente que ficou conhecida como Guerra de Iguape.
Chegou à América na expedição de Sebastião Caboto e foi um dos fundadores do Fortim Sancti Spíritus, que foi destruído enquanto ele, junto com mais quarenta soldados espanhóis, procuravam suprimentos. Partiu em direção ao norte até aportar nas proximidades de São Vicente, em um lugar chamado Iguape, onde construiu um povoado e entrou em conflito, alguns anos depois, com as autoridades portuguesas.

## Biografia

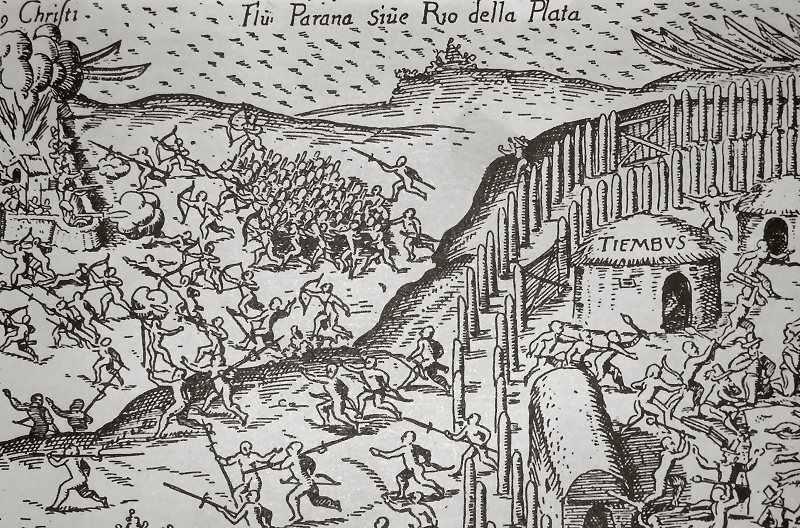
Destruição do forte Sancti Spiritus, por Ulrich Schmidl

Muito pouco se sabe sobre sua vida na Europa. Embarcou na expedição de Sebastião Caboto e chegou à região do baixo rio Paraná, onde participou da fundação do fortim Sancti Spíritus em 1527, onde foi feito capitão. Quando esse forte foi destruído havia saído com outros quarenta soldados espanhóis para buscar alimentos nas redondezas e, ao voltar, encontrou o restante dos colonizadores mortos, no que decidiu viajar margeando a costa até chegar a capitania de São Vicente por volta do ano de 1532.

### Guerra de Iguape
Ali se assentou perto de um morro chamado Outeiro do Bacharel em um lugar chamado Iguape, onde recebeu um homem chamado Duarte Peres. Algum tempo depois foi chamado pelo capitão-mor da capitania, Pero de Góis, a comparecer na vila de São Vicente para jurar lealdade ao rei de Portugal. Mosquera recusou, alegando que estava em terras espanholas, o que provocou Pero de Góis a organizar uma expedição para capturar o espanhol.
Mosquera então, junto com Duarte Peres, sequestra um navio corsário francês que passava por ali e rouba as suas peças de artilharia para usá-las contra os portugueses que, ao chegar, são emboscados e, em grande parte, mortos. O espanhol então ruma para São Vicente onde saqueia a cidade e depois foge até a Ilha de Santa Catarina, onde permanece um certo tempo até ser trazido de volta para o Rio da Prata por Pedro de Mendoza, que estava em expedição à procura de recursos para a colônia de Buenos Aires.